# Império do Espírito Santo das Doze Ribeiras

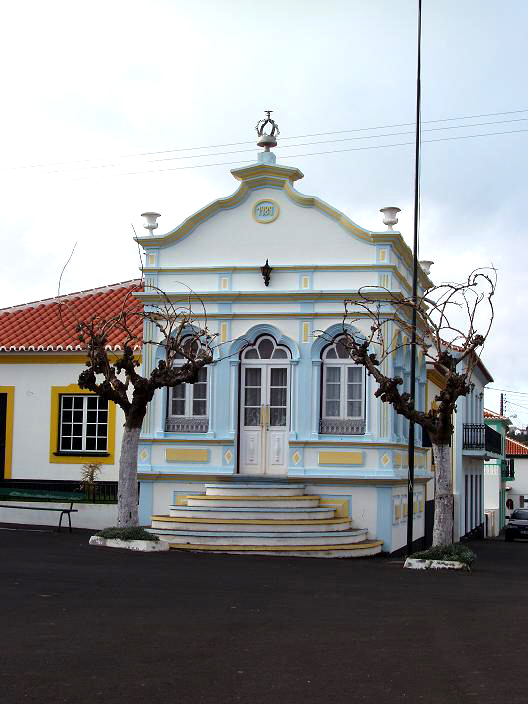
Império do Espírito Santo das Doze Ribeiras.

O Império do Espírito Santo das Doze Ribeiras é um Império do Espírito Santo que se localiza na freguesia açoriana das Doze Ribeiras, concelho de Angra do Heroísmo, ilha Terceira, arquipélago dos Açores.
Embora a irmandade tenha sido fundada no século XVII, durante muitos anos utilizou diversos treatos em madeira, amovíveis e apenas instalados para as celebrações anuais. O actual império tem as suas origens no movimento de transformação dos treatos em edificios em alvenaria, com um estilo arquitectónico decorativo muito próprio que ocorreu no século XIX, tendo sido inaugurado no ano de 1891.
O imóvel já foi mudado de lugar duas vezes, tendo sido cuidadosamente desmontado e reconstruído sem modificações de monta. A primeira mudança aconteceu em 1899, quando a igreja paroquial foi reconstruída na sequência do Furacão de 1893, tendo então mudado do lado esquerdo da boca da Canada da Igreja para o lado esquerdo da igreja paroquial, posição em que se manteve até 1980. Severamente afectado pelo Sismo de 1 de Janeiro de 1980, foi desmontado e reconstruído na sua actual posição, no lado direito do largo fronteiro à igreja, sendo reinaugurado em 1989.